# Cimljansko jezero
Cimljansko jezero ili Cimljanski bazen (ruski:  Цимля́нское водохрани́лище) je akumulacijski bazen na rijeci Don. Bazen služi za proizvodnju električne energije i navodnjavanje polja.
Bazen se nalazi u jugozapadnoj Rusiji u Volgogradskoj i Rostovskoj oblasti.  Većina bezena 67 % je u administrativnim granicama Volgogradske oblasti dok je manji dio u Rostovskoj oblasti.
Bazen je stvoren stvaranjem nasipa kod grada Cimljanska 1952. godine (gradnja je započela 1948.). Potpuno punjenje bazena završeno je 1953. godine. Nakon stvaranja bazena godišnji istjek Dona znatno je smanjen. 
Jezero se od cimljanske brane proteže uzvodno 360 km do otprilike ušća rijeke Ilovlje. Cijeli volumen bazena je 23,85 kubičnih kilometara. Površina bazena je 2.700 km². Maksimalna širina je 38 km, a dubina 30 metara. 
Uz Kanal Volga – Don bazen čini dio plovnog puta za utovar sirovina iz gornjeg Dona, Volge i Kaspijskog jezera do donjeg Dona i Azovskog more i obratno. 